# Kreuzdipol

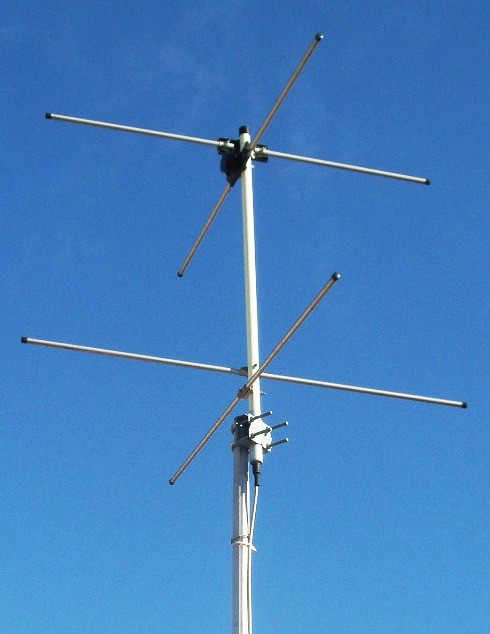
Kreuzdipol-Antenne (oben) mit darunterliegenden Reflektorstäben

Ein Kreuzdipol ist eine Antenne, die aus zwei über Kreuz angeordneten Dipolen besteht. Sie wurde vom amerikanischen Ingenieur George Harold Brown als englisch turnstile antenna (wörtlich übersetzt „Drehkreuz-Antenne“) im Jahr 1935 patentiert. Eine inzwischen veraltete deutsche Bezeichnung ist „Drehfeldantenne“.

## Anwendung
Der Kreuzdipol wird als Empfangsantenne für den Rundumempfang horizontal polarisierter Sender (zum Beispiel für UKW-Hörfunk) benutzt, als rundumstrahlende Sendeantenne für diese Anwendungen, sowie als Sende- und Empfangsantenne für zirkular polarisierte Wellen, z. B. in der Raumfahrt.

## Horizontale Polarisation
Für die terrestrische Übertragung werden Kreuzdipole als Rundstrahlantennen mit horizontaler Polarisation verwendet.

## Zirkulare Polarisation
Die zirkulare Polarisation entsteht durch eine um 90° phasenverschobene Speisung der Dipole zueinander. Diese Phasenverschiebung wird durch eine λ/4-Umwegleitung realisiert, d. h. ein Stück Hochfrequenzkabel, dessen Länge unter Berücksichtigung des Verkürzungsfaktors einem Viertel der Wellenlänge des Signals entspricht. Durch Vertauschen der direkt bzw. phasenverschoben angespeisten Dipole lässt sich die Polarisationsrichtung umkehren (linkszirkular/rechtszirkular).
Die zirkulare Polarisierung hat Vorteile in der Satelliten- und Weltraumkommunikation, weil kein Polarisationsfading auftritt, wenn beim Durchgang durch die Ionosphäre die Polarisationsrichtung der Wellen in unvorhersehbarer Weise gedreht wird (siehe Faraday-Effekt) oder das Raumfahrzeug sich (mit Antenne) dreht.
Eine zirkular polarisierte Antenne kann auch linear polarisierte Wellen beliebiger Polarisationsrichtung empfangen, allerdings mit einem Verlust von konstant 3 dB gegenüber der korrekten Zirkularpolarisation. Signale in der jeweils entgegengesetzt zirkularen Polarisation werden dagegen stark unterdrückt, sodass u. U. die unabhängige Nutzung der beiden Polarisationen im selben Frequenzbereich möglich wird.

## Ausweitung des Prinzips

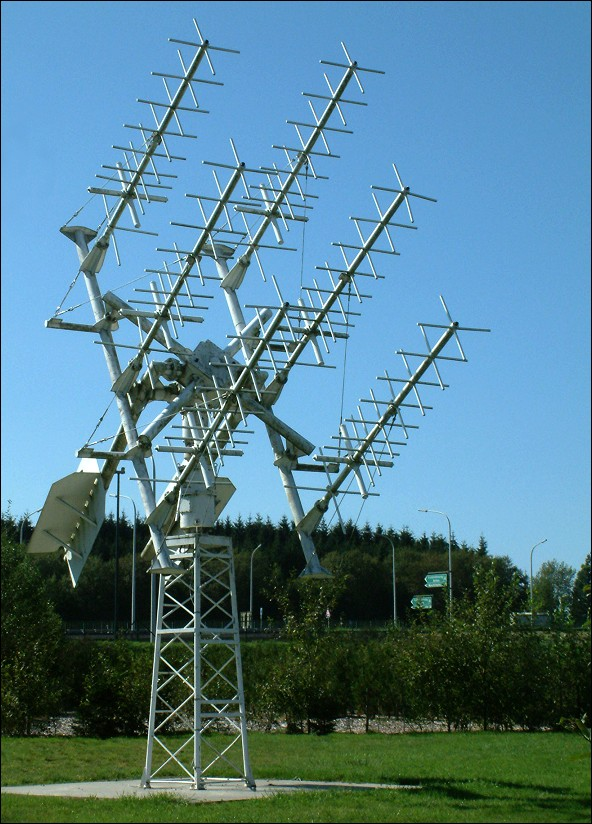
Array aus sechs Kreuz-Yagi-Antennen für den Empfang von Wettersatelliten. Jede der sechs Antennen beruht auf einem Kreuzdipol

Das Prinzip des Kreuzdipoles kann analog bei Yagi-Antennen und logarithmisch-periodischen Dipolantennen angewandt werden, um höhere Antennengewinne bzw. größere Bandbreiten zu erreichen.
Kreuzdipole werden im Mittel- und Kurzwellenbereich eingesetzt, wenn es auf spezielle Eigenschaften der Ionosphäre ankommt. Bei HAARP wird so mit linkem Drehsinn die Ionosphäre aufgeheizt, bei Rundfunksendern strahlt man mit rechtem Drehsinn vertikal nach oben ab, weil dann keine Energie durch Zyklotronresonanz verloren geht. Die Welle wird in einigen hundert Kilometern Höhe von der Ionosphäre reflektiert und kehrt mit vertauschtem Drehsinn zum Erdboden zurück, falls die Plasmafrequenz nicht überschritten wird.